# مورستان (خلخال)
مورستان هي قرية في مقاطعة خلخال، إيران. يقدر عدد سكانها بـ 135 نسمة بحسب إحصاء 2016.